# United States Tennis Association
A United States Tennis Association (USTA) é o órgão nacional estadunidense regulamentador do tênis nos Estados Unidos. Uma organização não lucrativa com mais de 700.000 membros.

## Histórico
A USTA era anteriormente conhecida como United States National Lawn Tennis Association (USNLTA) e foi fundada em 1881 por um pequeno grupo de membros de clubes de tênis na cidade de Nova York e clubes do nordeste, onde a maior parte do tênis era jogada. Em 1920, a palavra "National" foi retirada do nome da organização, criando a abreviatura USLTA. Em 1975, a palavra "Lawn" foi oficialmente retirada do nome.

## Organização
A USTA tem 17 seções geográficas.

### Seções geográficas da USTA
- USTA Caribbean
- USTA Eastern
- USTA Florida
- USTA Hawaii Pacific
- USTA Intermountain
- USTA Mid-Atlantic
- USTA Middle States
- USTA Midwest
- USTA Missouri Valley
- USTA New England
- USTA Northern
- USTA Northern California
- USTA Pacific Northwest
- USTA Southern
- USTA Southern California
- USTA Southwest
- USTA Texas

## Torneios promovidos
- US Open
- Cincinnati Masters
- New Haven Open at Yale
- U.S. Men's Clay Court Championships

## Presidentes
| Nome                    | Presidencia  |
| ----------------------- | ------------ |
| R.S. Oliver             | 1881–1882    |
| James Dwight            | 1882–1884    |
| T.K. Fraser             | 1885–1886    |
| Richard Sears           | 1887–1888    |
| Joseph Clark            | 1889–1891    |
| Henry Slocum            | 1892–1893    |
| James Dwight            | 1894–1911    |
| Robert Wrenn            | 1912–1915    |
| George Adee             | 1916–1919    |
| Julian Myrick           | 1920–1922    |
| Dwight F. Davis         | 1923         |
| George Wightman         | 1924         |
| Jones W. Mersereau      | 1925–1927    |
| Samuel H. Colloml       | 1928–1929    |
| Louis Dailey            | 1930         |
| Louis J. Carruthers     | 1931–1932    |
| Henry S. Know           | 1933         |
| Walter Merrill Hall     | 1934–1936    |
| Holcombe Ward           | 1937–1947    |
| Lawrence Baker          | 1948–1950    |
| Russell B. Kingman      | 1951–1952    |
| James H. Bishop         | 1953–1955    |
| Renville H. McMann      | 1956–1957    |
| Victor Denny            | 1958–1959    |
| George Barnes           | 1960–1961    |
| Edward A. Turville      | 1962–1963    |
| James B. Dickey         | 1964         |
| Martin Tressel          | 1965–1966    |
| Robert J. Kelleher      | 1967–1968    |
| Alastair Martin         | 1969–1970    |
| Robert B. Colwell       | 1971–1972    |
| Walter E. Elcock        | 1973–1974    |
| Stan Malless            | 1975–1976    |
| William E. Hester       | 1977–1978    |
| Joseph E. Carrico       | 1979–1980    |
| Marvin P. Richmond      | 1981–1982    |
| Hunter L. Delatour, Jr. | 1983–1984    |
| J. Randolph Gregson     | 1985–1986    |
| Gordon D. Jorgensen     | 1987–1988    |
| David R. Markin         | 1989–1990    |
| Robert A. Cookson       | 1991–1992    |
| J. Howard Frazer        | 1993–1994    |
| Lester M. Snyder, Jr.   | 1995–1996    |
| Harry Marmion           | 1997–1998    |
| Julia Levering *        | 1999–2000    |
| Mervin Heller, Jr.      | 2001–2002    |
| Alan Schwartz           | 2003–2004    |
| Franklin Johnson        | 2005–2006    |
| Jane Brown Grimes       | 2007–2008    |
| Lucy S. Garvin          | 2009–2010    |
| Jon Vegosen             | 2011–2012    |
| David Haggerty          | 2013–2014    |
| Katrina Adams           | 2015–present |

* A primeira mulher eleita USTA presidente;